# Зооглея (рід)
Зооглея (Zoogloea) — рід грамнегативних, аеробних паличкоподібних бактерій родини Rhodocyclaceae. Рід містить чотири види. Zoogloea ramigera є типовим представником цих бактерій у стічних водах і інших сильно забруднених органічними речовинами вод.

## Систематика
- Zoogloea caeni Shao і співавт. 2009
- Zoogloea oryzae Xie & Yokota 2006
- Zoogloea ramigera Itzigsohn 1868
- Zoogloea resiniphila Mohn і співавт. 1999.